# Flugplatz Holzkirchen

i7
i11
i13
Der Flugplatz Holzkirchen war ein Fliegerhorst der Luftwaffe der Wehrmacht.

## Lage
Der Flugplatz lag südöstlich von Holzkirchen verkehrsgünstig an der heutigen Bundesautobahn 8, damals Reichsautobahn 26 auf dem Gebiet der Gemeinde Warngau.

## Geschichte
Kurz vor der Kapitulation waren Ende April 1945 nur noch drei Maschinen des Typs Bf 109 auf dem Fliegerhorst der Luftwaffe stationiert.
Im Jahr 1945 wurde das Gelände als Airfield R.93 durch die USAAF übernommen und als Militärflugplatz weitergenutzt.

## Zwischenzeitliche Nutzung
Während des Kalten Krieges sendete ab 1950 von hier aus der Sender Holzkirchen das Programm von Radio Liberty auf Kurzwelle und Mittelwelle nach Osteuropa. Die Sendeanlage wurde 2003 stillgelegt und abgebaut.

## Heutige Nutzung
Seit 1995 ist auf Teilen des ehemaligen Flughafengeländes die kommunale Abfallwirtschaft VIVO des Landkreises Miesbach untergebracht.